# Christoph Schulze (Politiker)

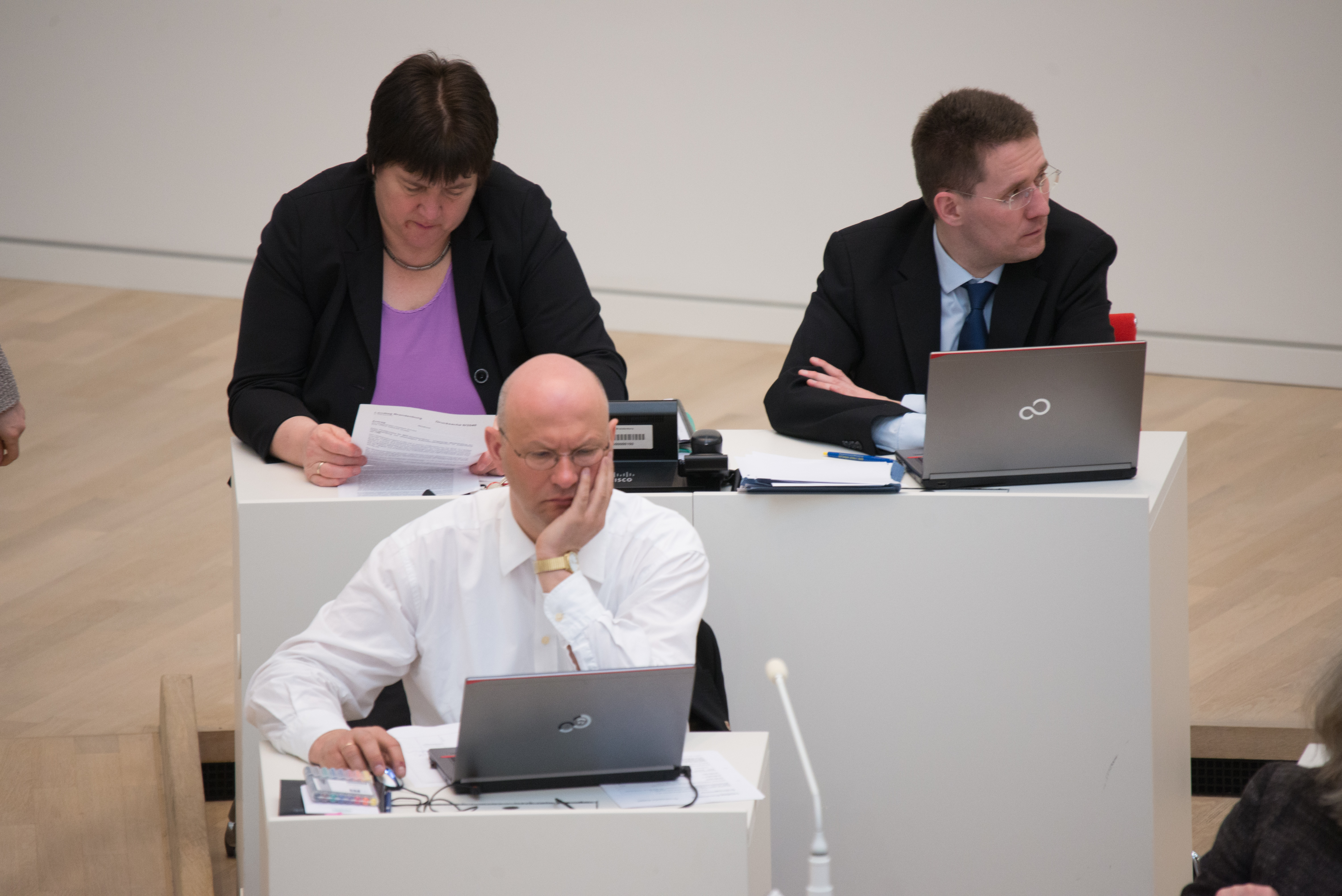
Christoph Schulze (vorn) im Landtag Brandenburg

Christoph Schulze (* 19. August 1965 in Crivitz) ist ein ehemaliger deutscher Politiker (bis 2013 SPD, 2013 Bündnis 90/Die Grünen, 2014 bis 2017 BVB/Freie Wähler). Zwischen 1990 und 2019 war er Mitglied des Landtages Brandenburg. Bei der Landtagswahl in Brandenburg 2014 ermöglichte er durch die Verteidigung seines Direktmandats im Landtagswahlkreis Teltow-Fläming III aufgrund der Grundmandatsklausel den Einzug der BVB/Freien Wähler in den Landtag Brandenburg.

## Leben
Christoph Schulze legte im Jahr 1984 das Abitur ab und studierte nach einer Tätigkeit am Krankenhaus Mahlow von 1985 bis 1993 Medizin an der Humboldt-Universität zu Berlin und schloss das Studium als Diplommediziner ab. Von 1992 bis 1994 arbeitete er als Arzt an den Krankenhäusern von Zossen und Ludwigsfelde.
Er wohnt in Zossen, ist evangelisch-lutherisch, verheiratet und hat zwei Kinder.

## Politik
Schulze betätigte sich ab Mai 1989 in freien Studentengruppen an der Humboldt-Universität zu Berlin, FB Charité, und war im Oktober 1989 Mitbegründer einer „Bürgerinitiative für Demokratie“ in Zossen. Er war ab November 1989 Mitglied zunächst der SDP und dann der SPD. Er war von 1990 bis 1992 Kreisgeschäftsführer der SPD, Kreisverband Zossen, von 1992 bis 2010 war er Kreisvorsitzender der SPD Teltow-Fläming und von 1994 bis 2000 auch Mitglied des Landesvorstandes der SPD Brandenburg.
Seit 1993 ist er Mitglied des Kreistages Teltow-Fläming. Dort war er von 2003 bis 2004 sowie von 2008 bis 2010 Vorsitzender der SPD-Kreistagsfraktion. Am 28. Juni 2010 wurde er zum Vorsitzenden des Kreistages Teltow-Fläming gewählt. Von 2003 bis 2008 war er Mitglied der Stadtverordnetenversammlung Zossen.
Von Oktober 1990 bis September 2019 gehörte Christoph Schulze dem Brandenburger Landtag an. Für seine Fraktion war er von 1990 bis 1994 Mitglied im Petitionsausschuss und von 1994 bis 2004 Vorsitzender der Parlamentarischen Kontrollkommission. Von 1990 bis 2004 und von 2009 bis zum Februar 2013 war er Mitglied im Ausschuss für Inneres, dessen Vorsitzender er von 1999 bis 2004 war. Von 2004 bis 2009 war er Parlamentarischer Geschäftsführer der SPD-Landtagsfraktion und Mitglied im Landtagspräsidium. Zwischen 2000 und 2011 gehörte er zeitweilig vier weiteren kurzzeitigen Ausschüssen an.

Schulze errang bei der Landtagswahl im September 2009 mit 26,9 % der Erststimmen im Wahlkreis Teltow-Fläming III erneut das Direktmandat. Am 16. Dezember 2011 trat Schulze aus der SPD-Fraktion aus, begründet hat er diesen Schritt mit dem Umgang der Fraktion mit der Volksinitiative für ein erweitertes Nachtflugverbot am Flughafen Schönefeld.
Am 21. Mai 2013 erklärte Schulze, der Fraktion von Bündnis 90/Die Grünen im Brandenburger Landtag beitreten zu wollen. Landtagspräsident Gunter Fritsch (SPD) argumentierte, dass für einen Fraktionswechsel die Mitgliedschaft in der Partei Bündnis 90/Die Grünen notwendig sei, und untersagte Schulze daraufhin den Fraktionswechsel. Ein Gutachten, das im Auftrag der Fraktion von Bündnis 90/Die Grünen erstellt wurde, widersprach dieser Auffassung. Christoph Schulze legte daraufhin seine Mitgliedschaft in der SPD nieder und trat der Fraktion von Bündnis 90/Die Grünen bei.
Bei den Landtagswahlen in Brandenburg 2014 trat Christoph Schulze als Spitzenkandidat für die politische Vereinigung Brandenburger Vereinigte Bürgerbewegungen/Freie Wähler (BVB/FW) an. Schulze verteidigte sein Direktmandat mit 27 Prozent der Stimmen. Dank der Grundmandatsklausel zogen die Freien Wähler dadurch neben dem direkt gewählten Schulze über die Landesliste mit den Abgeordneten Iris Schülzke und Péter Vida in den Landtag von Brandenburg ein.
Nach längeren Streitigkeiten mit dem BVB/FW-Vorsitzenden Péter Vida unter anderem über die Nichtzahlung geforderter Mandatsträgerbeiträge und vorgeworfenes verbandsschädigendes Verhalten löste sich die Landtagsgruppe Ende September 2017 auf. Schulze trat wie seine Kollegin Schülzke aus der Partei aus.